# Szava, Baranya
Szava este un sat în districtul Siklós, județul Baranya, Ungaria, având o populație de 354 de locuitori (2011). 

## Demografie
Componența etnică a satului Szava
     Maghiari (74,54%)
     Germani (12,84%)
     Romi (12,61%)
Componența confesională a satului Szava
     Romano-catolici (48,59%)
     Reformați (17,23%)
     Fără religie (11,86%)
     Greco-catolici (1,69%)
     Necunoscută (20,62%)
     Alte religii (1,69%)
Conform recensământului din 2011, satul Szava avea 354 de locuitori. Din punct de vedere etnic, majoritatea locuitorilor (74,54%) erau maghiari, existând și minorități de germani (12,84%) și romi (12,61%). Nu există o religie majoritară, locuitorii fiind romano-catolici (48,59%), reformați (17,23%), persoane fără religie (11,86%) și greco-catolici (1,69%). Pentru 20,62% din locuitori nu este cunoscută apartenența confesională.